# Solomon Byrd
Solomon Byrd (Palmdale, 1º dicembre 1999) è un giocatore di football americano statunitense che milita nel ruolo di defensive end per gli Houston Texans della National Football League (NFL).

## Carriera universitaria

### Wyoming
Nella prima stagione a Wyoming nel 2018, Byrd mise a segno 5 tackle. Nel terzo turno della stagione 2019 mise a segno un sack importante con cui forzò un punt a tre minuti dal termine, consentendo ai Cowboys di battere Idaho 21–16. La settimana successive fece registrare 2,5 sack, un fumble forzato, uno recuperato e un passaggio deviato nella vittoria su Tulsa. Chiuse l’annata con 45 tackle, 6,5 sack e un fumble forzato. Per le sue prestazioni fu premiato come Freshman All-American dalla FWAA. Nella stagione 2020 optò per non scendere in campo a causa della pandemia di COVID-19. Nel 2021 mise a referto 37 tackle e 3,5 sack. A fine anno optò per cambiare istituto.

### USC
Byrd inizialmente optò per trasferirsi a Georgia Tech ma in seguito tornò sui suoi passi e scelse USC. Nel secondo turno mise a segno 2 sack nella vittoria su Stanford. La settimana seguente dispute la prima gara come titolare, in cui chiuse con 4 tackle e un sack che forzò un fumble che recuperò egli stesso nella vittoria su Fresno State. La sua annata si chiuse con 28 tackle, 4  sack, un passaggio deviato, un fumble forzato e due recuperati.

## Carriera professionistica

### Houston Texans
Byrd fu scelto dagli Houston Texans nel corso del settimo giro (238º assoluto) del Draft NFL 2024. Fu svincolato il 27 agosto 2024 dopo di che rifirmò con la squadra di allenamento. Nella sua prima stagione disputò una sola partita, mettendo a segno due placcaggi e un passaggio deviato. Il 21 gennaio 2025 firmò un nuovo contratto come riserva.

## Vita privata
Lo zio di Byrd, Manfred Moore, giocò nella NFL dal 1974 al 1976, vincendo il Super Bowl XI con gli Oakland Raiders. Un altro zio, Malcolm Moore, giocò tre partite per i Los Angeles Rams durante la stagione 1987.